# Nick Colgan
Pour les articles homonymes, voir Colgan.
Nick Colgan, né le 19 septembre 1973 à Drogheda, est un footballeur international irlandais. Il joue au poste de gardien de but dans différents clubs anglais et écossais. Il compte neuf sélections en équipe nationale. Une fois sa carrière professionnelle terminée, il devient entraîneur et se spécialise dans l'entraînement des gardiens de buts.

## Biographie

### Les débuts
Nick Coglan naît le 19 septembre 1973 à Drogheda dans le comté de Louth. Il commence sa carrière professionnelle dans le club de sa ville Drogheda United. Il reste dans ce club une saison, le temps d'attirer l'attention des recruteurs anglais.
Coglan signe un contrat professionnel avec le Chelsea FC lors de l'été 2002. Il commence par jouer avec l'équipe espoir et en devient rapidement le gardien principal. Le manager de l'équipe première Ian Porterfield le choisit pour occuper la place de troisième gardien derrière le titulaire Dmitri Kharine et son remplaçant Kevin Hitchcock. En février 2003, Porterfield est licencié et remplacé par Glenn Hoddle qui décide de prêter Colgan. En septembre, il est prêté un mois à Crewe Alexandra sans jamais être titularisé.

### À Hibernian et Barnsley
Nick Coglan connait sa période la plus intense dans les clubs d'Hibernian en Écosse et de Barnsley en Angleterre.
Lors de l'été 1999, Coglan signe au Hibernian Football Club qui évolue en première division écossaise. Lors de sa première saison, il dispute trente et un match. Il est alors clairement le premier choix de son entraîneur dans une équipe qui comptait alors deux autres gardiens Ólafur Gottskálksson et John Campbell. Au moment de son départ en 2004, il compte 147 matchs dans les buts des Hib's toutes compétitions confondues. Lors de l'intersaison avant le championnat 2003-2004, Colgan est prêté à Stockport County qui évolue en troisième division anglaise. Cette année là, County manque totalement de stabilité au poste de gardien de but puisqu'il utilise successivement Lee Jones, James Spencer, Boaz Myhill, Anthony Williams et Colgan dans les buts. A la fin de la saison, Colgan espère un contrat avec le club, mais celui-ci ne lui sera jamais proposé.
Lors de l'été 2004, c'est le Barnsley Football Club qui lui propose un contrat. Sa première saison est complexe puisqu'il ne joue que 15 matchs avant d'être prêté à Dundee United pour trois mois.
La campagne 2005-2006 de Barnsley marque un tournant pour Colgan, qui devient le gardien titulaire de l'équipe. Ses performances exceptionnelles au cours de la saison lui ont valu 20 matches sans encaisser de but, ainsi que le titre de joueur de l'année de Barnsley. Il aide l'équipe à atteindre la finale des play-offs de League One au Millennium Stadium de Cardiff le 27 mai 2006, où, malgré une erreur qui a permis à Swansea City de prendre l'avantage, il se reprend et réalise un arrêt historique sur Alan Tate lors de la séance de tirs au but qui permet à Barnsley de retrouver la deuxième division anglaise. Il reste titulaire en Championship et dispute 44 matchs en 2006-2007. Le 4 octobre 2007, il demande à ses dirigeants d'être transféré car le recrutement pendant l'été de Heinz Müller a remis en cause sa place de titulaire.

### À Sunderland et Grimsby
Libre de tout contrat, il s'engage en janvier 2008 à Ipswich Town pour six mois. Mais le prêt de Stephen Bywater par Derby County réduit ses espoirs de titularisation. Finalement il ne joue aucun match cette saison là à Ipswich. Après quelques semaines à Bradford City où il effectue le stage de pré-saison, c'est le Sunderland AFC qui vient le rechercher. Alors dirigé par l'Irlandais Roy Keane, le club pense à Colgan pour couvrir le titulaire Craig Gordon et d'apporter de la concurrence sur le banc aux deux autres gardiens déjà présents au club Darren Ward et Marton Fulop. Colgan est remplaçant à plusieurs reprises, mais ne fait d'aucune apparition avec les Black Cats. En fin de saison il est libéré de son contrat par le nouvel entraîneur Ricky Sbragia.
Colgan descend de trois divisions pour retrouver une place de titulaire. Il est engagé par un de ses anciens club où il avait été prêté 15 ans plus tôt sur les recommandations de Roy Keane. Ses potentiels remplaçants sont considérés comme trop jeunes pour occuper le poste en League Two. Même s'il est à deux reprises blessé, il joue trente matchs cette saison-là. Lors de ce qui sera son dernier match pour le club, il est agressé par l'un de ses propres supporters qui penettre sur le terrain pour l'affronter quelques instants après qu'il a encaissé le premier but lors d'une défaite 3-0 à Burton Albion qui condamne Grimsby à la relégation.
Le 21 janvier 2011, il signe un contrat de courte durée pour le club de Huddersfield Town.

### En équipe d'Irlande
Nick Colgan possède 10 sélections en équipe d'Irlande et a joué un total de 122 matchs en 1re division écossaise.

### La reconversion
Nick Colgan prépare sa reconversion alors qu'il est encore joueur professionnel. Lors de son passage à Huddersfield Town, il exerce aussi comme entraîneur des gardiens de buts au sein du centre de formation de son ancien club le Barnsley FC. Dès la fin de son contrat à Huddersfield, il est chargé par ce club de tenir le même rôle dans sa propre structure de jeunes.
En juillet 2014, Colgan fait ses premiers pas comme entraîneur des gardiens pour l'équipe première de Huddersfield. C'est Ian Bennett qui le remplace alors au centre de formation. En juin 2017, alors même que Huddersfield Town est promu en première division anglaise, Coglan est brutalement viré de son poste. Il contacte alors le syndicat des entraîneurs professionnel pour envisager une procédure contre un licenciement qu'il juge abusif.
Un mois plus tard il est nommé entraîneur des gardiens du Wigan Athletic.
Le 16 octobre 2020, il rejoint l'équipe d'entraîneurs de Chris Hughton manager de Nottingham Forest comme entraîneur des gardiens de but.

## Éléments statistiques
| Saison                | Club                    | Championnat           | Championnat | Championnat | Coupe(s) nationale(s) | Coupe(s) nationale(s) | Compétition(s) continentale(s) | Compétition(s) continentale(s) | Compétition(s) continentale(s) | République d'Irlande | République d'Irlande | Total | Total |
| Saison                | Club                    | Division              | M.          | B.          | M.                    | B.                    | Comp.                          | M.                             | B.                             | M.                   | B.                   | M.    | B.    |
| 1991-1992             | Drogheda United         | Premier Division      | -           | -           | -                     | -                     | -                              | -                              | -                              | -                    | -                    | 0     | 0     |
| 1992-1993             | Chelsea FC              | Premier League        | 0           | 0           | 0                     | 0                     | -                              | -                              | -                              | -                    | -                    | 0     | 0     |
| 1993-1994             | Chelsea FC              | Premier League        | 0           | 0           | 0                     | 0                     | -                              | -                              | -                              | -                    | -                    | 0     | 0     |
| 1994-1995             | Chelsea FC              | Premier League        | 0           | 0           | 0                     | 0                     | -                              | -                              | -                              | -                    | -                    | 0     | 0     |
| 1995-1996             | Chelsea FC              | Premier League        | 0           | 0           | 0                     | 0                     | -                              | -                              | -                              | -                    | -                    | 0     | 0     |
| 1996-1997             | Chelsea FC              | Premier League        | 1           | 0           | 0                     | 0                     | -                              | -                              | -                              | -                    | -                    | 1     | 0     |
| 1997-1998             | Chelsea FC              | Premier League        | 0           | 0           | 0                     | 0                     | -                              | -                              | -                              | -                    | -                    | 0     | 0     |
| 1993-1994             | Crewe Alexandra (prêt)  | Third Div.            | 0           | 0           | 0                     | 0                     | -                              | -                              | -                              | -                    | -                    | 0     | 0     |
| 1994-1995             | Grimsby Town (prêt)     | First Div.            | 0           | 0           | 0                     | 0                     | -                              | -                              | -                              | -                    | -                    | 0     | 0     |
| 1995-1996             | Millwall FC (prêt)      | First Div.            | 0           | 0           | 0                     | 0                     | -                              | -                              | -                              | -                    | -                    | 0     | 0     |
| 1997-1998             | Brentford FC (prêt)     | First Div.            | 5           | 0           | 0                     | 0                     | -                              | -                              | -                              | -                    | -                    | 5     | 0     |
| 1997-1998             | Reading FC (prêt)       | First Div.            | 5           | 0           | 0                     | 0                     | -                              | -                              | -                              | -                    | -                    | 5     | 0     |
| 1998-1999             | Bournemouth AFC         | Second Div.           | 5           | 0           | 0                     | 0                     | -                              | -                              | -                              | -                    | -                    | 5     | 0     |
| 1999-2000             | Hibernian FC            | Premier League        | 24          | 0           | 7                     | 0                     | -                              | -                              | -                              | -                    | -                    | 31    | 0     |
| 2000-2001             | Hibernian FC            | Premier League        | 37          | 0           | 8                     | 0                     | -                              | -                              | -                              | -                    | -                    | 45    | 0     |
| 2001-2002             | Hibernian FC            | Premier League        | 30          | 0           | 4                     | 0                     | C3                             | 2                              | 0                              | 1                    | -                    | 37    | 0     |
| 2002-2003             | Hibernian FC            | Premier League        | 30          | 0           | 5                     | 0                     | -                              | -                              | -                              | 2                    | -                    | 37    | 0     |
| 2003-2004             | Hibernian FC            | Premier League        | 30          | 0           | 4                     | 0                     | -                              | -                              | -                              | 1                    | -                    | 35    | 0     |
| 2003-2004             | Stockport County (prêt) | Second Div.           | 15          | 0           | 2                     | 0                     | -                              | -                              | -                              | 4                    | -                    | 21    | 0     |
| 2004-2005             | Barnsley FC             | League One            | 13          | 0           | 2                     | 0                     | -                              | -                              | -                              | -                    | -                    | 15    | 0     |
| 2004-2005             | Dundee United (prêt)    | Premier League        | 1           | 0           | 1                     | 0                     | -                              | -                              | -                              | -                    | -                    | 2     | 0     |
| 2005-2006             | Barnsley FC             | League One            | 46          | 0           | 4                     | 0                     | -                              | -                              | -                              | -                    | -                    | 50    | 0     |
| 2006-2007             | Barnsley FC             | Championship          | 44          | 0           | 2                     | 0                     | -                              | -                              | -                              | 1                    | -                    | 47    | 0     |
| 2007-2008             | Barnsley FC             | Championship          | 1           | 0           | 0                     | 0                     | -                              | -                              | -                              | -                    | -                    | 1     | 0     |
| 2007-2008             | Ipswich Town            | Championship          | 0           | 0           | 0                     | 0                     | -                              | -                              | -                              | -                    | -                    | 0     | 0     |
| 2008-2009             | Sunderland AFC          | Premier League        | 0           | 0           | 0                     | 0                     | -                              | -                              | -                              | -                    | -                    | 0     | 0     |
| 2009-2010             | Grimsby Town            | League Two            | 35          | 0           | 4                     | 0                     | -                              | -                              | -                              | -                    | -                    | 39    | 0     |
| 2010-2011             | Grimsby Town            | Conference National   | 0           | 0           | 0                     | 0                     | -                              | -                              | -                              | -                    | -                    | 0     | 0     |
| 2010-2011             | Huddersfield Town       | League One            | 0           | 0           | 1                     | 0                     | -                              | -                              | -                              | -                    | -                    | 1     | 0     |
| 2011-2012             | Huddersfield Town       | League One            | 0           | 0           | 1                     | 0                     | -                              | -                              | -                              | -                    | -                    | 1     | 0     |
| 2012-2013             | Huddersfield Town       | Championship          | 0           | 0           | 0                     | 0                     | -                              | -                              | -                              | -                    | -                    | 0     | 0     |
| Total sur la carrière | Total sur la carrière   | Total sur la carrière | 287         | 0           | 41                    | 0                     | -                              | 2                              | 0                              | 9                    | 0                    | 339   | 0     |